# Ивотская стеклянная фабрика
Ивотская стекольная фабрика —АО «Ивотстекло», бывший Ивотский стекольный завод, основан в 1785 году на берегу реки Ивоток в Брянском уезде Орловской губернии (ныне — Брянская область).
Завод располагается по адресу: Россия, Брянская обл., Дятьковский р-он, поселок Ивот, ул. Ленина, 3

## История завода
Основание завода относят к 1785 году, когда промышленниками Мальцовыми была заложена Ивотская стеклянная фабрика, которая затем входила в Акционерное общество Мальцовских заводов. В 1786 году начато производство листового стекла выработанного ручным способом из горшковой печи. В 1903 году на фабрике была построена первая ванная печь, а в 1904 году работало уже две ванных печи. Выпуск оконного стекла в 1913 году составлял 752 тыс. м².
Вокруг завода образовался рабочий поселок Ивот.
Мальцовские стекольные заводы были самыми крупными не только в России, но и превосходили заводы ряда Европейских стран.
С 1940 года завод одним из первых в СССР приступил к разработке и выпуску изделий на основе стеклянных волокон, а с начала 70-х годов — изделий на основе базальтовых волокон. В годы Великой Отечественной войны часть завода и коллектива специалистов были эвакуированы в Татарскую АССР положив начало стеклозаводу «Победа труда» в г. Зеленогорске. После освобождения Брянщины 20 сентября 1943 завод восстанавливается на прежнем месте и уже в декабре 1943 года начал выработку строительного оконного стекла ручным способом и производство ширпотреба для населения — стекол для керосиновых ламп, банок, стаканов, графинов.
В настоящее время АО «Ивотстекло» является крупнейшим в России специализированным предприятием по производству изделий из стеклянного и базальтового волокна, нашедших широкое применение благодаря многообразию ценных физико-химических свойств.

## Продукция
- художественное стекло
- строительное оконное стекло
- стекловолокно
- цементостойкое стекловолокно (ровинг рассыпающийся) для армирования цемента (стеклофиброцемента)
- базальтовая теплоизоляционная плита
- стекловолоконный холст для производства судостроительного стеклопластика
- базальтовый теплоизоляционноый шнур.
- непрерывная базальтовая нить

## Руководство и правление
Генеральный директор — Андрей Анатольевич Мелех .

## Интересные факты
- Художественное стекло Ивотской стеклянной фабрики является предметом коллекционирования.
- Для производства стекла используется сырье с Сельцовского силикатного месторождения.